# Phrixothrix obscurus
Phrixothrix obscurus là một loài bọ cánh cứng trong họ Phengodidae. Loài này được Pic miêu tả khoa học năm 1915.